# 대실 해밋
대실 해밋(영어: Dashiell Hammett, 1894년 5월 27일 ~ 1961년 1월 10일)은 하드보일드 탐정 소설과 단편작품을 쓴 미국의 소설가이다. 소설 속에서 샘 스페이드(Sam Spade), 닉 과 노라 찰스(Nick and Nora Charles) 라는 독특한 개성을 지닌 인물들을 창조하였다. 그의 소설들은 이후에 나온 수많은 통속 소설과 영화에 큰 영향을 미쳤으며 역사상 가장 멋진 미스터리 소설을 쓴 작가로 그리고 하드보일드 스타일의 개척자로 평가받고 있다.
동시대인인 레이먼드 챈들러, 후세대인 존 D. 맥도널드, 케네스 밀러(필명 로스 맥도널드) 등과 같은 사람들에게 영향을 끼쳤다. 다면적인 캐릭터의 강조, 동기에 대한 현실주의적 묘사, 날카롭고 위트있는 대화가 특징이다.

## 초년
남부 메릴랜드(southern Maryland, 메릴랜드 주의 남부에 체스피크만에 면한 일부 군을 관습적으로 일컫는 말)의 세인트메리 카운티(St. Mary's County)의 담배 농장에서, 리처드 토마스 해밋(Richard Thomas Hammet, 부친) 와 앤 본드 더쉴(Anne Bond Dashiell, 모친)의 2남 1녀 중 둘째로 태어났다. 모친의 가문은 오래전에 메릴랜드에 뿌리를 내린 프랑스 이민계로, Dashiell 이란 성은 프랑스어 De Chiel이 영어로 변형된 것이다. 필라델피아와 볼티모어에서 성장하였다. 집이 가난하여 13살때 학교를 중퇴하고 철도역의 심부름꾼, 광고 카피라이터등 여러 가지 직업을 전전하다가 핑커톤 탐정회사(Pinkerton National Detective Agency)에 들어갔다. 1915년부터 1921년까지 현장 요원(operative)으로 일하다가, 전쟁(제1차 세계대전)을 맞아, 휴직(休職)하고 전장으로 나갔다. 핑커톤에서 재직시 노조의 스트라이크를 탄압하는 공작에 동원된 일은 경력에 오점으로 남아 있다.

## 전쟁과 집필활동
- 제1차 세계대전 당시 위생병으로 종군했으나 스페인 독감을 앓다가 결핵에 걸리고 말았다. 결국 전쟁의 그 나머지 기간을 워싱턴주 타코마(Tacoma)의 한 병원(Cushman Hospital)에서 환자로 보냈다. 입원 중에 한 간호사(조세핀 돌란, Josephine Dolan)와 사랑에 빠져 결혼하고 딸을 둘 두었다 (메리 제인 Mary Jane, 1921년 출생, 조세핀 Josephine, 1926년 출생). 둘째 딸을 낳은 지 얼마 후에 병원 측에서는 결핵을 이유로 가정으로부터 아버지를 격리하라는 권고를 하였고, 이에 따라 그들 부부는 샌프란시스코에 장소를 마련하여 아이들과 엄마가 따로 지내면서 주말마다 해밋가 방문하도록 하였지만, 결혼은 곧 파국을 맞았고, 해밋는 집필 활동에서 번 돈으로 아내와 딸들에게 재정적 원조를 하게 되었다.

- 낙심한 그는 술로 세월을 보내기도 했지만 결국 글을 쓰는 일에 정착하였다. 사립탐정으로 일한 경험이 그에게 집필의 영감을 제공하였다. 대중잡지등에 단편 소설을 발표하여 주목을 끌었고 1929년 장편 《피의 수확》 (Red Harvest)으로 큰 성공을 거두었다. 이어 발표한 《데인 집안의 저주》(The Dain Curse), 《몰타의 매》 (The Maltese Falcon)로 확고한 명성을 얻었다. 특히 《몰타의 매》는 하드보일드 스타일 소설의 원조로 여겨진다. 이 장르의 후계자 레이먼드 챈들러는 《The Simple Art of Murder》에서 해밋의 업적에 대해서 말하기를, 해밋는 넘버원 작가였습니다........감정이 부족하다는 말도 듣지만, 오히려 남자들의 우정에 관한 기록이야말로 스토리에서 가장 중요하다고 생각했죠. 글의 스타일은 말을 아끼면서, 소박하게, 그리고 하드보일드했습니다. 언제나 최고의 작가였던 그는 늘 다른 사람들이 전혀 써 본일이라곤 없는 걸 썼어요.

- 1929년부터 1930년까지 작가인 넬 마틴(Nell Martin)을 사랑하여, 그의 작품 《유리 열쇠》를 헌정하였고, 그녀 역시 자신의 소설 《Lovers Should Marry》를 해밋에게 바쳤다.

- 1932년 릴리언 헬먼과의 30년에 걸친 사랑이 시작되었다. 헬먼은 강한 성격의 , 위트있고, 지적인 여성이었으며, 폭넓은 사회교류망을 갖고 있었다. 헬먼과의 교류는 해밋에게 상류층과의 접촉 기회를 열어주었다. 그녀와 사귀는 동안에도 과도한 음주와 외도를 그치지 않아서 헬먼을 실망시켰고, 이 때문에 종종 사이가 벌어진 적도 있지만 두 사람은 일생 동안 좋은 친구관계로 남았다.[2]

- 1934년에 쓴 소설을 마지막으로, 나머지 인생을 좌익활동에 전념하였다. 1930년대 동안 반 파시스트 활동을 정력적으로 펼쳤으며 1937년 미국 공산당에 입당하였다. 미국 작가연맹(the League of American Writers)의 일원으로서, 1940년 1월에 있었던 히틀러-스탈린 조약의 기간 중에 미국반전위원회(Keep America Out of War Committee)에서 일하기도 하였다.

- 1942년 진주만 사건이 일어나자 미 육군에 지원하였다. 제1차 세계대전에 참전했다가 부상을 입은 퇴역군인이었지만, 모종의 뒷수단을 쓴 덕분에 그의 입대신청은 받아들여졌고, 제2차 세계대전 중 그가 주로 맡은 임무는 북태평양에 있는 알류샨 열도(Aleutian Islands)에서 미육군의 신문을 편집하는 일이었다. 퇴역할 즈음에는 폐기종(emphysema)으로 고생하였다. 1943년 상병 해밋는 미 육군 정보부의 헨리 W. 할(Henry W. Hall)소령의 지시로 로버트 컬로드니 상병 (Cpl. Robert Colodny)과 《알류샨의 전투》(The Battle of Aleutians)를 공동집필하였다.

- 《피의 수확》은 쿠로사와 아키라감독의 〈요짐보〉, 세르조 레오네의 〈A Fistful of Dollars〉, 월터 힐(Walter Hill)의 〈Last Man Standing〉으로 영화화되었다.[4] 《말타의 매》는 1941년 만들어진 험프리 보가트 주연의 영화때문에 그의 작품 중 가장 많이 알려진 작품이 되었다. 《그림자 없는 남자》 역시 영화로 만들어져 큰 히트를 쳤다 (윌리엄 파월 과 미르나 로이-Myrna Loy 주연).

## 투옥과 블랙리스트
전쟁이 끝난 후 다시 정치활동을 재개하였지만 열정은 한풀 꺾인 상태였다. 하지만 1946년 뉴욕시의 디플로맷 호텔(Diplomat Hetel)에서 가진 한 모임에서 뉴욕 시민권 의회(Civil Rights Congress of New York, 약칭 CRC)의 의장으로 선출되자 그 일에 전념하였다. 1946년 정치적인 이유로 기소된 피고인들의 보석금을 마련하려는 펀드가 CRC 에 의해서 만들어졌는데, 해밋도 세 사람의 수탁자(受託者) 중 일인으로 선정되었다.
1949년 11월 4일 CRC의 펀드가 전국적인 주목을 받는 사건이 발생하였다. 폭력으로 미국정부를 전복하려는 시도를 교사하거나 옹호하는 범죄음모에 대한 스미스 법안(Smith Act)에 의해서 유죄판결을 받은 11명의 항소(抗訴)를 돕기 위해 양도성 국채(國債, 미화 26만불)로 보석금을 지불하였는데, 1951년 7월 2일 항소가 기각되었으므로 그들은 감옥으로 가야했음에도, 그 중 네 사람이 도망을 쳐 버린 것이다. 뉴욕 남부 지방법원(Southern District of New York)은 도망자들의 행방을 쫓기위해 CRC 펀드의 수탁인들에게 소환장을 발부하였다. 해밋도 1951년 7월 9일 지방법원 판사 실베스터 라이언 (Sylvester Ryan) 앞에서 미국 지방검사인 어빙 새이폴 (Irving Saypol)로부터 심문(審問)을 받았지만, 정보 (특히 도망자들을 도와 도피하도록 도울 수 있는 CRC 후원자들의 명단)의 제공을 거절하면서 미국 헌법 수정조항 제5조를 무기로 내세웠다. 법원은 그의 증언이 끝난 후 즉각 법정모독죄 로 유죄판결을 내리고 감옥으로 보냈다.
미국 내에서 매카시즘이 한창일 때, 이번에는 반미활동조사위원회(HUAC)에 소환되어 증언하였다 (1953년 3월 26일). 비록 그 자신의 활동에 관한 것을 질문받았을 뿐이지만 역시 또 협조를 거부하였고, 할리우드 블랙리스트에 오르게 되었다. 이때 《몰타의 매》를 비롯한 그의 작품들이 블랙리스트에 올라 정부 도서관에서 추방되었다.

## 알링턴 국립묘지

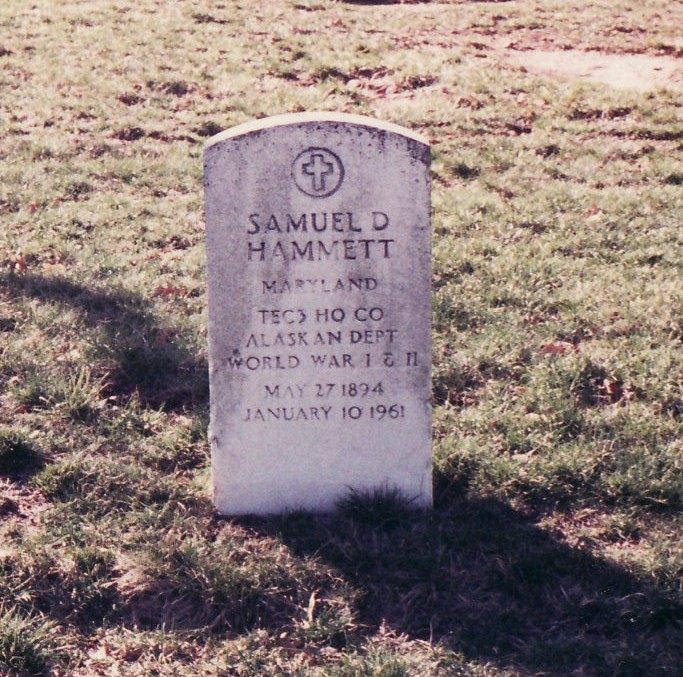
해밋의 묘비

1961년 6월 뉴욕 레녹스 힐 병원(Lenox Hill Hospital)에서 (그보다 두 달 전 진단받은) 폐암으로 사망하였다. FBI 국장 에드가 후버가 강하게 반대하였지만, 2차 세계대전 참전용사로서 알링턴 국립묘지에 안장되었다.
유명인사로서 다른 방법이 있었음에도 그는 정부가 제공하는 단촐한 스타일의 묘비를 받아들였다. 이유는 동료 군인들 틈에서 튀어보이고 싶지 않다는 것이었다. 이 때문에 그의 묘비명은 ‘더쉴’ 이 빠진 ‘사무엘 D. 해밋’라고만 되어 있다. 국립묘지상 그의 주소는 section 12, Lot 508, Grid Y/Z -23.

## 작품

#### 장편
- 1929년 《붉은 수확》 Red Harvest
- 1929년 《데인 가의 저주》 The Dain Curse
- 1930년 《몰타의 매》 The Maltese Falcon
- 1931년 《유리 열쇠》 The Glass Key
- 1934년 《그림자 없는 남자》The Thin Man

#### 단편소설 모음집
- 1924년 Nightmare Town
- 1925년 Dead Yellow Women
- 1927년 The Big Knockover (a collection of short stories)
- 1927년 $106,000 Blood Money
- 1932년 A Man Called Spade
- Creeps by Night; Chills and Thrills
- The Continental Op
- The Return of the Continental Op
- Hammett Homicides
- The Creeping Siamese

## 같이 보기
- 릴리언 헬먼